# Rovio Entertainment
Rovio Entertainment Ltd. (lub Rovio) – fiński producent gier komputerowych. Firma została założona w 2003 roku jako Relude, w 2005 roku jej nazwę zmieniono na Rovio. Jej siedziba mieści się w Espoo w Finlandii. Studio najlepiej znane jest dzięki grze Angry Birds.
W 2023 roku firma została kupiona przez japońskie przedsiębiorstwo Sega.